# 28 Девы
28 Девы (лат. 28 Virginis), HD 110418 — одиночная звезда в созвездии Девы на расстоянии приблизительно 920 световых лет (около 282 парсек) от Солнца. Визуальная звёздная величина звезды — +6,822m.

## Характеристики
28 Девы — красно-оранжевый гигант спектрального класса K5-M0III, или K5, или M1. Масса — около 1,331 солнечной, радиус — около 56,911 солнечного, светимость — около 400,587 солнечной. Эффективная температура — около 3877 K.

## Планетная система
В 2019 году учёными, анализирующими данные проектов Hipparcos и Gaia, у звезды обнаружена планета HIP 61969 b.